# هورد (دنیای وارکرافت)
هورد (به انگلیسی: Horde) نام یکی از دو جناح اصلی بازی دنیای وارکرافت است.جناح مخالف 
اَلاینس(دنیای وارکرافت) نام دارد.

## نژادها
- اورک

- آندد (فورسیکن)

- تاورن

- ترول

- الف خونین

- گابلین

- هوجین پاندارن

- اوگر

- ترول های جنگلی غیر شورشی

## رهبرها
رهبر اصلی هورد سازنده آن یعنی ترال است اما پس از مدتی رهبری آن را به گراش هل اسکریم داده. البته به غیر از گراش افراد دیگری نیز رهبر هورد بوده‌اند مانند:
- گولدان
- سیاه دست
- ارگریم پتک تباهی
- ولجین
- سیلواناس ویندرانر

## تاریخچه
هورد در واقع نامی بود که به اورک‌هایی که در درانور (اوتلند) و آزروث به جنگ می‌پرداختند الحاق می‌شد. پس از جنگ دوم و شکست کامل اورک‌ها، قدرت تاریک اورک‌ها نابود شد؛ بخاطر همین ترال توانست معنویت شمنیسم خفته در اورک‌ها را بیدار کند و اورک‌ها را به اصالت قدیمی شان بازگرداند. در وقایع جنگ سوم ترال موفق شد قراردادهایی با سالار تاعورن‌ها، یعنی کایرن سم خونی و شکارچی سایه‌ها، ولجین رهبر قبیله سیاه نیزه ترول‌ها ببندد.
ارتباط بین سه نژاد (اورک، تاوورن، ترول) بسیار زیاد شد؛ تا حدی که دید فرهنگی مشابهی پیدا کردند؛
اورک‌ها و ترول‌ها به کمک تاعورن‌ها مکانی در کلیمدور، به نام دوروتار پیدا کردند و در آن قلعه‌ای به نام اورگیمر ساختند. پس از مدتی آنددها(فورسیکن)، گابلین‌ها و الف‌های خونین به هورد پیوستند.